# Khám Đính

Vị trí tại Bình Đông

Khám Đính (tiếng Trung: 崁頂鄉; bính âm: Kàndǐng Xiāng) là một hương (xã) của huyện Bình Đông, tỉnh Đài Loan, Trung Hoa Dân Quốc (Đài Loan). Hương nằm trên đồng bằng Bình Đông và có diện tích 31,2656 km², dân số vào tháng 8 năm 2011 là 17.074 người thuộc 4.279 hộ gia đình, mật độ cư trú đạt 546,1 người/km².